# Sahih al-Bukhari

Sahih al-Bukhari (în arabă صحيح البخاري) (cum este denumită în mod obișnuit) este una dintre cele șase colecții canonice Hadith ale Islamului. Aceste tradiții profetice sau Hadith au fost colectate de către savantul persano-musulman Muhammad ibn Ismail al-Bukhari, după ce au fost transmise pe cale orală timp de mai multe generații. Musulmanii suniți o consideră ca fiind una dintre cele trei colectii cele mai sigure de Hadith, împreună cu Sahih Muslim și al-Muwatta. În unele cercuri, se consideră că este cartea cea mai autentică după Coran. Cuvântul arab Sahih se traduce ca autentic sau corect.